# Бенн-а-Хаорейн
Бенн-а-Хаорейн (англ. Beinn a' Chaorainn) — вершина в центре горного хребта Кернгормс Грампианских гор в Абердиншире Северной Шотландии (Великобритания) высотой 1083 м над уровнем моря. Довольно уединённый холм, расположенный примерно в 19 км к юго-востоку от Авимора и в 14 км к северо-западу от Бремара. Гора стоит на границе округов Абердиншир и Мори.

## Описание
Бенн-а-Хаорейн представляет собой остроконечный холм, однако он не особенно бросается в глаза из-за того, что он закрыт более внушительными и впечатляющими пиками хребта Кернгормс, стоящими поблизости. Холм расположен в начале Глен-Дерри и обращён к своему более высокому и более известному соседу Бенн-Мэдхойн через Лайриг-ан-Лаой («перевал телят»). Бенн-а-Хаорейн достигает высоты 1083 м и квалифицируется как мунро и мерилин. Название холма переводится с гэльского как «Гора рябины», хотя сегодня на холме нет никаких деревьев. Эту гору не следует путать с другим мунро, также известным как Бенн-а-Хаорейн, который находится в Глен-Спин над озером Лох-Лагган.

## География

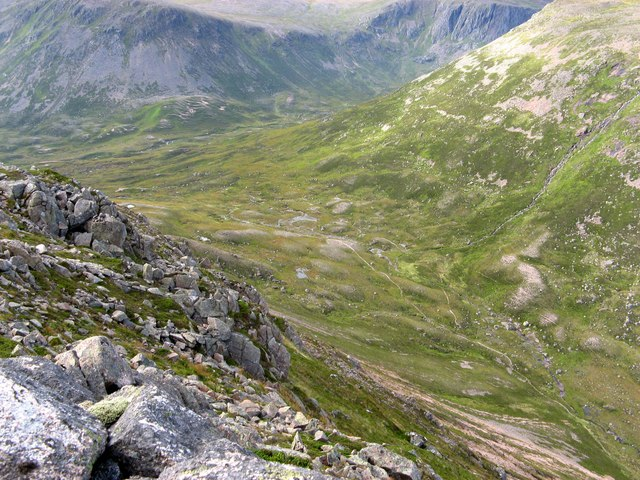
Перевал на западных склонах Бенн-а-Хаорейн

Бенн-а-Хаорейн расположен в северной части плато Мойн-Белайд («Жёлтый мох»), которое едва опускается ниже 850 м, к востоку от верхней части Глен-Дерри. Южную часть плато занимает другой мунро, Бенн-Брек, который находится в 4,5 км к югу от Бенн-а-Хаорейна, через болотистую местность. На западных склонах Бенн-а-Хаорейн круто обрывается к перевалу Лайриг-ан-Лаой на склонах, в основном покрытых травой, но местами скалистых. На востоке стоит Бенн-а-Хаорейн-Бег (1017 м), соседняя вершина, которая также указана в списках мунро. Две вершины связывает перевал высотой 945 м. Кроме этого, в самой нижней точке широкого хребта есть несколько небольших гребней, самый большой из которых называется Лохан-Бенн-а-Хаорейн. Дальше на восток (в 5 км от вершины) стоит массивная гора Бенн-а-Бюирд, с которой Бенн-а-Хаорейн соединён возвышенностью через Мойн Белайд. Водосток с горы идёт либо на юг к Дерри-Берну, чтобы в конечном итоге достичь моря в Абердине через реку Ди, либо на север через Глен Эйвон и реку Спей, впадающую в залив Мори-Ферт.

## Восхождение

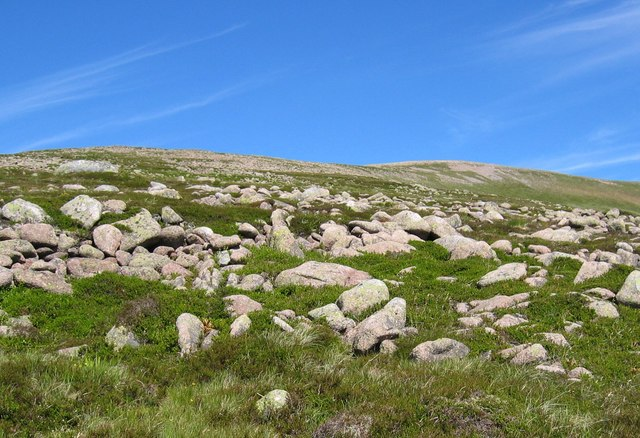
На южном склоне Бенн-а-Хаорейн

Восхождение на Бенн-а-Хаорейн вместе с соседним Бенн-Брек — это долгий путь туда и обратно протяженностью более 28 км, который начинается от автостоянки Линн-Ди в 8 км к западу от Бремара. Маршрут следует по дороге, ведущей к усадьбе вдоль Глен-Луи, на протяжении 5 км до Дерри-Лоджа: на этом отрезке маршрута можно использовать велосипеды, которые можно оставить в лесу вокруг Дерри-Лоджа и забрать на обратном пути. Затем маршрут идёт на север до Глен-Дерри на 2 км, поднимается по западным склонам Бенн-Брек и продолжается на север почти 5 км через плато до вершины Бенн-а-Хаорейн. Подход со стороны Авимора, начиная с горнолыжного центра Керн-Горм, но для этого необходимо пересечь или обойти Керн-Горм, Лох-Эйвон, Бинн-Медойн и Бенн-а-Хаорейн, прежде чем добраться до горы. Это гораздо более долгий и трудный путь. С вершины открывается прекрасная панорама всех гигантов Кернгормса. Будучи в снегу или покрытые облаками горные карнизы на плато представляют собой определённую опасность при восхождении.